# Municipio de Crow Lake (Minnesota)
El municipio de Crow Lake (en inglés: Crow Lake Township) es un municipio ubicado en el condado de Stearns en el estado estadounidense de Minnesota. En el año 2010 tenía una población de 318 habitantes y una densidad poblacional de 3,51 personas por km².

## Geografía
El municipio de Crow Lake se encuentra ubicado en las coordenadas 45°26′36″N 95°4′44″O / 45.44333, -95.07889. Según la Oficina del Censo de los Estados Unidos, el municipio tiene una superficie total de 90.67 km², de la cual 86,98 km² corresponden a tierra firme y (4,07 %) 3,69 km² es agua.

## Demografía
Según el censo de 2010, había 318 personas residiendo en el municipio de Crow Lake. La densidad de población era de 3,51 hab./km². De los 318 habitantes, el municipio de Crow Lake estaba compuesto por el 99,69 % blancos, el 0,31 % eran asiáticos. Del total de la población el 1,89 % eran hispanos o latinos de cualquier raza.